# Dicranomyia whartoni
Dicranomyia whartoni är en tvåvingeart som beskrevs av James George Needham 1908. Dicranomyia whartoni ingår i släktet Dicranomyia och familjen småharkrankar. Inga underarter finns listade i Catalogue of Life.